# 표적체
표적체(Targetome)는 게놈학에서 표적이 되는 특정 영역의 유전자 지역을 표적으로 하여 해독하고, 분석 및 바이오마커를 발굴하는 대상의 전체를 말한다. 표적체는 게놈학이 발전하면서 질병연구에서 전장 유전체를 해독하는 것보다, 비용적으로 싸면서 훨씬 깊이 있는 정보분석이 필요한 수요에 의해서 개발된 개념이다. 특히 암분석에서, 암이 발생하는 특정 영역을 수천배정도의 해독깊이로 하기엔 비용이 비싸기에, 이것을 표적으로 하여 영역을 한정하여 하는 기술개발이 필요하여, 그 표적 지역을 지정하는 분자틀(Molecular library)를 만들어서 해독을 한다.

## 같이 보기
- 유전체
- 전사체